# Damm 2 (Quedlinburg)

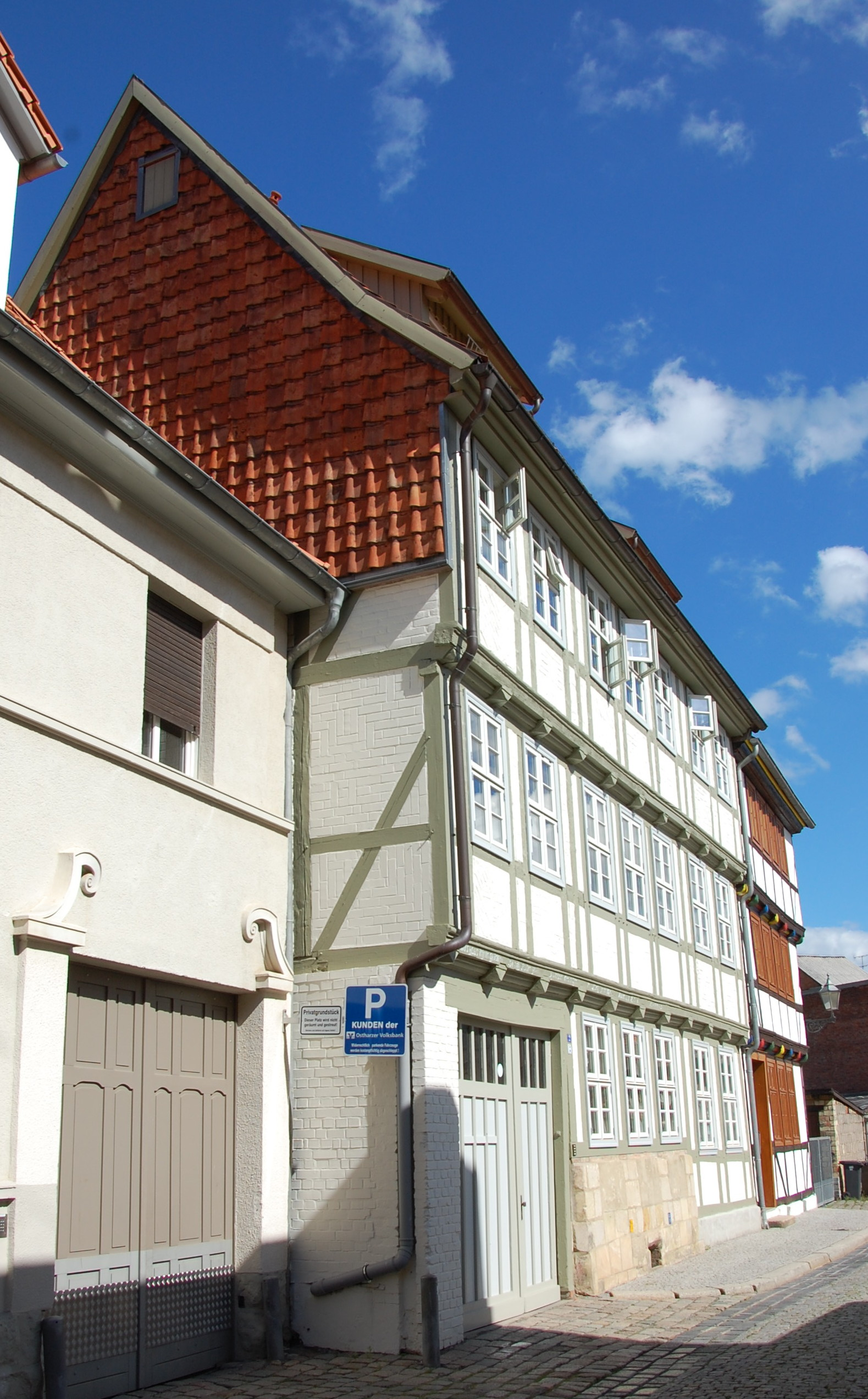
Haus Damm 2

Das Haus Damm 2 ist ein denkmalgeschütztes Gebäude in der Stadt Quedlinburg in Sachsen-Anhalt.

## Lage
Es befindet sich im nördlichen Teil der Straße Damm und gehört zum UNESCO-Weltkulturerbe. Im Quedlinburger Denkmalverzeichnis ist es als Wohnhaus eingetragen. Südlich grenzt das gleichfalls denkmalgeschützte Haus Damm 3 an.

## Architektur und Geschichte
Das dreigeschossige Fachwerkhaus wurde nach einer am Gebäude befindlichen Inschrift im Jahr 1721 errichtet und entstand gemeinsam mit dem Haus Damm 3 als Doppelhaus.  Auf den Baumeister verweist die Inschrift M. Lang Zimmerman. An der Fachwerkfassade finden sich Pyramidenbalkenköpfe und profilierte Füllhölzer. Noch im 18. Jahrhundert erfolgte ein Umbau der Fassade.